# The Cry (série télévisée)
 (octobre 2018).
Si vous disposez d'ouvrages ou d'articles de référence ou si vous connaissez des sites web de qualité traitant du thème abordé ici, merci de compléter l'article en donnant les références utiles à sa vérifiabilité et en les liant à la section « Notes et références ».
The Cry, ou Joanna au Québec, est une mini-série dramatique britannique et australienne en quatre parties adaptée du roman éponyme d'Helen FitzGerald, et diffusée entre le 30 septembre et le 21 octobre 2018 sur BBC One et à partir du 3 février 2019 sur ABC en Australie.
En Suisse, elle a été diffusée les 17 et 24 février 2019 sur RTS Un, au Québec dès le 23 novembre 2019 sur ICI Radio-Canada Télé. En France‚ elle a été mise en ligne sur le service Salto et diffusée sur M6 le 28 juin 2021. En Belgique, elle est disponible sur Auvio. Elle est inédite dans les autres pays francophones.

## Distribution

### Acteurs principaux
- Jenna Coleman (VF : Pamela Ravassard) : Joanna
- Ewen Leslie (VF : Benjamin Egner) : Alistair
- Asher Keddie (VF : Ivana Coppola) : Alexandra
- Stella Gonet (en) : Elizabeth
- Sophie Kennedy (VF : Joséphine Ropion) : Kirsty
- Markella Kavenagh (VF : Emmylou Homs) : Chloe
- Alex Dimitriades : Peter
- Shareena Clanton (en) : Lorna

## Production

### Développement
Adaptation du roman du même nom d'Helen FitzGerald, la série est produite par Synchronicity Films, réalisé par Glendyn Ivin et écrit pour la télévision par Jacquelin Perske.
Le tournage de la série a débuté en février 2018 et se déroulait initialement en Australie. Le tournage a ensuite été transféré en Écosse en avril 2018. Jenna Coleman, qui interprète Joanna dans le rôle principal, a terminé le tournage de la série en Australie et à Glasgow en mai 2018, de sorte que la production de la troisième saison de la série Victoria puisse se poursuivre.

## Épisodes

### Épisode 1:Épisode 1
- Royaume-Uni : 30 septembre 2018 sur BBC One

- Royaume-Uni : 7,54 millions de téléspectateurs[réf. souhaitée] (première diffusion)

### Épisode 2:Épisode 2
- Royaume-Uni : 7 octobre 2018 sur BBC One

- Royaume-Uni : 6,52 millions de téléspectateurs (première diffusion)

### Épisode 3:Épisode 3
- Royaume-Uni : 14 octobre 2018 sur BBC One

- Royaume-Uni : 6,68 millions de téléspectateurs (première diffusion)

### Épisode 4:Épisode 4
- Royaume-Uni : 21 octobre 2018 sur BBC One

- Royaume-Uni : 7,30 millions de téléspectateurs (première diffusion)

## DVD
| Intitulé du coffret | Nombre d'épisodes | Dates de sortie DVD / Blu-ray | Dates de sortie DVD / Blu-ray | Sociétés de distribution |
| Intitulé du coffret | Nombre d'épisodes | Zone 1 (dont les États-Unis)  | Zone 4 (dont l' Australie)    | Sociétés de distribution |
| ------------------- | ----------------- | ----------------------------- | ----------------------------- | ------------------------ |
| The Cry - Saison 1  | 4                 | 7 janvier 2020                | 6 mars 2019                   | Acorn Media              |